# Élodie Bouchez

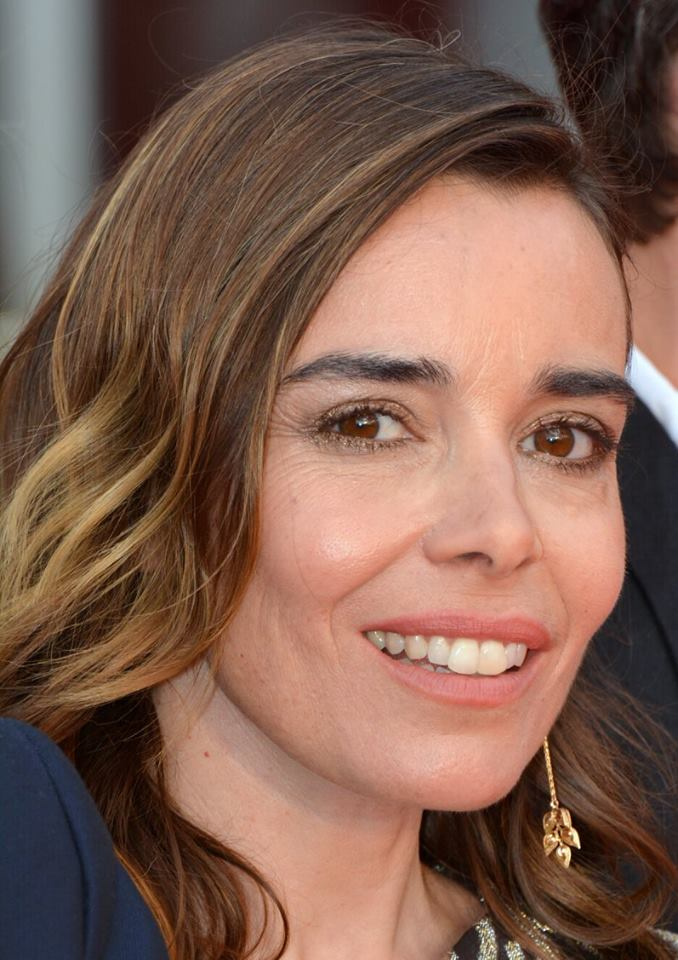
Élodie Bouchez (2018)

Élodie Bouchez ([elodi buˈʃɛz]) (* 5. April 1973 in Montreuil im Département Seine-Saint-Denis) ist eine französische Schauspielerin.

## Leben
Bouchez besuchte das Lycée Saint Thomas d’Aquin in Paris, das sie mit dem Baccalauréat abschloss. Anschließend studierte sie an der Université de Paris X in Nanterre Schauspiel. 1990 spielte sie ihre erste Kinorolle in dem Film Stan the Flasher von Serge Gainsbourg. Ihre erste größere Rolle folgte 1993 in Das gestohlene Tagebuch. Durch diesen Film wurde André Téchiné auf sie aufmerksam, der ihr die weibliche Hauptrolle in seinem Coming-of-Age-Film Wilde Herzen anbot. Für diese Rolle wurde sie 1995 mit dem César als beste Nachwuchsdarstellerin ausgezeichnet. 1999 erhielt sie den César als beste Hauptdarstellerin für ihre Darbietung in Liebe das Leben.
In der fünften Staffel der US-amerikanischen Fernsehserie Alias – Die Agentin übernahm sie die Rolle der Renée Rienne. In der dritten und vierten Staffel der US-Serie The L Word – Wenn Frauen Frauen lieben trat sie als Geliebte der Schriftstellerin Jenny (gespielt von Mia Kirshner) auf.
Im Jahr 2017 wurde sie bei den 70. Internationalen Filmfestspielen von Cannes als Jurymitglied für die Vergabe der Caméra d’Or ausgewählt.
Mit dem Musiker Thomas Bangalter hat Bouchez einen Sohn (* 2002).

## Filmografie (Auswahl)
- 1989: Stan the Flasher
- 1992: Das gestohlene Tagebuch (Le Cahier volé)
- 1993: Der Neue (Le Chêne et le Roseau)
- 1993: Abschlussklasse: Wilde Jugend – 1975 (Les Annees lycee: le Péril jeune – 1975)
- 1994: Wilde Herzen (Les Roseaux sauvages)
- 1995: Das schönste Alter (Le Plus bel âge)
- 1996: Lola im Technoland (Clubbed to Death)
- 1996: Full Speed (À toute vitesse)
- 1997: Die Jagd nach dem tanzenden Gott (La Divine poursuite)
- 1997: Flammen im Paradies (Les Raisons du cœur)
- 1998: Die Chaoten-Gang (Les Kidnappeurs)
- 1998: Liebe das Leben (La Vie rêvée des anges)
- 1998: Louise (Take 2)
- 1998: Neuschnee (Premières neiges)
- 1999: Lovers
- 2000: Too Much Flesh
- 2000: Voltaire ist schuld (La Faute à Voltaire)
- 2003: Pakt des Schweigens – Ein blutiges Geheimnis (Le Pacte du silence)
- 2003: Stormy Weather
- 2005: Cool Waves – Brice de Nice (Brice de Nice)
- 2005: Sorry, Haters
- 2005–2006: Alias – Die Agentin (Alias, Fernsehserie 12 Folgen)
- 2006: The L Word – Wenn Frauen Frauen lieben (The L Word)
- 2007: Der Tag, der alles veränderte (Après lui)
- 2008: Seuls Two
- 2010: Quartett D’Amour – Liebe, wen du willst (Happy Few)
- 2014: Reality (Réalité)
- 2018: In sicheren Händen (Pupille)
- 2019: Auf dem falschen Dampfer (Temps de chien!)
- 2021: Simone, le voyage du siècle
- 2022: Mit Pulver und Blei (Chevrotine)
- 2022: Un hiver en été
- 2023: Amore mio
- 2023: All eure Gesichter (Je verrai toujours vos visages)
- 2023: Le consentement
- 2023: Hawaï
- 2023: En attendant la nuit
- 2024: Beating Hearts (L’amour ouf)
- 2024: Ma famille chérie
- 2024: Dis-moi juste que tu m’aimes
- 2025: Enzo

## Auszeichnungen
- 1995: César in der Kategorie Beste Nachwuchsdarstellerin für Wilde Herzen
- 1998: Darstellerpreis bei den 51. Internationalen Filmfestspielen von Cannes zusammen mit Natacha Régnier für Liebe das Leben
- 1998: Europäischer Filmpreis in der Kategorie Beste Darstellerin zusammen mit Natacha Régnier für Liebe das Leben
- 1999: César in der Kategorie Beste Hauptdarstellerin für Liebe das Leben
- 1999: Prix Lumière in der Kategorie Beste Darstellerin für Liebe das Leben
- 2018: Bayard d’Or als beste Darstellerin beim Festival international du film francophone de Namur für In sicheren Händen
- 2019: Nominierung für den César in der Kategorie Beste Hauptdarstellerin für In sicheren Händen
- 2019: Prix Lumière in der Kategorie Beste Darstellerin für In sicheren Händen